# Go Trabi Go
Pour plus de détails, voir Fiche technique et Distribution.
Go Trabi Go est un film allemand de comédie réalisé par Peter Timm et sorti en 1991.

## Synopsis
Après la réunification allemande de 1990, une famille de l'ancienne Allemagne de l'Est décide de partir à la découverte des lieux du Voyage en Italie de Goethe dans la « Trabi » familiale.

## Fiche technique
- Titre original : Go Trabi Go
- Réalisation : Peter Timm
- Scénario : Reinhard Klooss et Peter Timm
- Décors : Götz Weidner
- Costumes : Ute Schwippert
- Photographie : Axel Block
- Montage : Christel Suckow
- Musique : Ekki Stein
- Société(s) de production :  Bavaria Film, Bayerischer Rundfunk, Saarländischer Rundfunk
- Société(s) de distribution : Neue Constantin Film
- Pays  :   Allemagne
- Langue originale : allemand
- Format : Couleur (Eastmancolor) - 1,66:1 - 35 mm - Son mono - Son Dolby
- Genre : Comédie
- Durée :
- Date de sortie :	
  -  Allemagne : 17 janvier 1991

## Distribution
- Wolfgang Stumph : Udo Struutz
- Claudia Schmutzler : Jacqueline Struutz
- Marie Gruber : Rita Struutz
- Dieter Hildebrandt : le mécanicien
- Ottfried Fischer : Bernd Amberger
- Diether Krebs : le routier
- Konstantin Wecker
- André Eisermann
- Claudio Maniscalco